# Малое Чибисанское
Малое Чибисанское — озеро на острове Сахалин, в Корсаковском городском округе Сахалинской области. Сообщается с озером Большое Чибисанское (на севере).
Площадь озера составляет 2 км², водосборная площадь — 97 км², длина — 2,5 км, средняя ширина — 0,8 км, средняя глубина — 2,1 м, объём водной массы озера равен 0,004 км³.
Озеро отделено от залива Анива перешейком шириной менее 350 м в самой узкой его части. На юго-востоке из озера вытекает река Проточная, впадающая в Малое Вавайское озеро (бассейн озера Буссе).
На юго-восточном берегу находится село Озёрское, с других сторон берега озера покрыты лесом.